# Vladas Douksas
Vladas Douksas, vollständiger Name Vladas Douksas Klimite, (* 14. März 1933; † 22. November 2007) war ein uruguayischer Fußballspieler und -trainer.

## Karriere

### Spielerlaufbahn

#### Vereine
„Vlayo“ Douksas, ein Sohn litauischer Einwanderer, kam auf den Positionen eines "9ers" bzw. "10ers" zum Einsatz. Er spielte ab seinem 17. Lebensjahr von 1950 bis 1953 beim seinerzeitigen Zweitligisten (Divisional B) Centro Atlético Fénix. Anschließend gehört er bis 1959 der Mannschaft der Rampla Juniors an. 1960 stand er in Reihen von CA Independiente und gewann mit den Argentiniern die Landesmeisterschaft. Bis einschließlich 1961 absolvierte er dort 33 Ligapartien und schoss fünf Tore. Sodann schloss er sich von 1961 bis 1965 Nacional Montevideo an. Mit den Bolsos erreichte er die Finalspiele um die Copa Campeones de América 1964 unterlag aber gegen seinen vormaligen Klub Independiente. Zudem entschieden die uruguayischen Hauptstädter 1963 die uruguayische Meisterschaft zu ihren Gunsten. 1967 bestritt er elf Begegnungen (ein Tor) für Colón de Santa Fe.

#### Nationalmannschaft
Douksas debütierte am 8. März 1959 in der uruguayischen A-Nationalmannschaft. Insgesamt absolvierte er 33 Länderspiele, bei denen ihm drei persönliche Torerfolge gelangen. Sein letzter Länderspieleinsatz in der „Celeste“ datiert vom 19. Juni 1966. Er gehörte Báez dem Aufgebot bei der Südamerikameisterschaft im Dezember 1959 an, das den Kontinentalmeistertitel gewann.

### Trainertätigkeit
Nach der aktiven Karriere schlug Douksas eine Trainerlaufbahn ein. Er war als Trainer bei Fénix, Huracán Buceo und dem Uruguay Montevideo FC tätig, konnte jedoch keine größeren Erfolge vorweisen.

### Erfolge
- Südamerikameister: 1959
- Argentinischer Meister: 1960
- Uruguayischer Meister: 1963